# Arizona Dream
Arizona Dream ist ein US-amerikanisch-französisches Filmdrama von Emir Kusturica aus dem Jahr 1993 mit Johnny Depp, Faye Dunaway, Lili Taylor, Vincent Gallo und Jerry Lewis in den Hauptrollen.

## Handlung
Axel Blackmar arbeitet in New York als Handlanger eines Naturforschers, bis ihn sein Jugendfreund Paul dazu überredet, für ein paar Tage nach Arizona zu reisen, um der Hochzeit seines Ziehonkels Leo mit einer wesentlich jüngeren Frau beizuwohnen. Dort lässt Onkel Leo nichts unversucht, ihn dazu zu bringen, das Familiengeschäft, eine Cadillac-Filiale, zu übernehmen und sich für längere Zeit in Arizona niederzulassen.
Axel, der auf keinen Fall wie sein Onkel den Rest seines Lebens am selben Ort verbringen will und mit nur einem einzigen Beruf, lässt sich schließlich dazu überreden, einige Tage im Geschäft auszuhelfen. Dabei lernt er Elaine Stalker und deren Stieftochter Grace kennen. Er verliebt sich in Elaine, die von ihrer reichen Stieftochter auf einem großzügigen Anwesen ausgehalten wird. Dabei kommt es zu Konflikten mit Onkel Leo. Dieser wünscht sich, dass Axel eines Tages in seine Fußstapfen tritt; außerdem hält er Elaine für zu alt für seinen Neffen. Grace sabotiert die Beziehung, da sie sich ebenfalls in Axel verliebt und sich immer schon in Konkurrenz zu ihrer Stiefmutter gesehen hat.
Dann stirbt Leo noch vor der Hochzeit an einem Herzinfarkt. In einer traumähnlichen Szene sieht Axel den Krankenwagen mit seinem Onkel zum Mond fliegen. Auf dem Anwesen der Stalkers begeht Grace nach Elaines 41. Geburtstag Selbstmord, nachdem sie Axel ihre Liebe gestanden und zu ihrem Entsetzen festgestellt hat, dass sie ihrer Stiefmutter sehr ähnlich geworden ist.

## Soundtrack
| Nr. | Titel                   | Interpret           |
| --- | ----------------------- | ------------------- |
| 1.  | In The Death Car        | Iggy Pop            |
| 2.  | Besame Mucho            | Consuelo Velázquez  |
| 3.  | Get the Money           | Iggy Pop            |
| 4.  | TV Screen               | Iggy Pop            |
| 5.  | Atotonilco              | Juan José Espinoza  |
| 6.  | Bésame mucho            | Consuelo Velázquez  |
| 7.  | Novia mía               | José Antonio Méndez |
| 8.  | Se me hizo fácil        | Agustín Lara        |
| 9.  | El Sinaloense           | Severiano Briseño   |
| 10. | Yo no me caso compadre  | Sebastián Curiel    |
| 11. | Doll on a Music Box     | Richard M. Sherman  |
| 12. | That Old Black Magic    | Harold Arlen        |
| 13. | You’re Driving Me Crazy | Django Reinhardt    |
| 14. | Minor Swing             | Django Reinhardt    |
| 15. | Topsy                   | Django Reinhardt    |

## Hintergrund
Der Film, der zahlreiche Verweise auf Filmklassiker wie Der unsichtbare Dritte, Wie ein wilder Stier und Der Pate – Teil II enthält, kam am 13. Mai 1993 in Deutschland in die Kinos. Der Film ist die erste US-amerikanische Produktion des bosnischen Regisseurs Emir Kusturica, der auch einen Auftritt als Mann in der Bar hat.
Für das Fernsehen wurde 1998 eine Hörfilmfassung erstellt. Sie wurde von Arte produziert, Sprecherin ist Katja Schild.

## Kritiken
„Ein ausgeflippter Film voller hinterlistiger Fallen und origineller Finten.“

„Nur teilweise geglückter Versuch, den ‚American Way of Life‘ mit surreal-poetischen Träumen und aus der Sicht eines Europäers zu karikieren. Der ausgezeichnet gespielte, fotografierte und tontechnisch hervorragend gestaltete Film neigt zu überbordender Symbolik und verfängt sich immer mehr in einer psychologisierenden Larmoyanz, die ihm viel von seinem anfänglichen Charme nimmt.“

„Trotz der streckenweise symbolüberladenen Inszenierung gelingt es dem aus Bosnien stammenden Regisseur Emir Kusturica – nicht zuletzt aufgrund der guten Schauspielerleistungen – einen der charmantesten Filme über die Zerstörung des amerikanischen Traumes zu realisieren.“

## Auszeichnungen
Der Film lief 1993 auf der Berlinale im Wettbewerb um den Goldenen Bären und gewann dort den Silbernen Bären als Sonderpreis der Jury. 1994 wurde der Regisseur auf dem Internationalen Filmfestival Warschau für das Werk mit dem Publikumspreis ausgezeichnet.

## Einspielergebnis
In den Vereinigten Staaten, wo der Film 112.547 US-Dollar einspielte, lief er in drei Kinos am 7. Juni 1995 an.